# Hino Kumazō

Hino Kumazō (日野 熊蔵, 9 juin 1878 - 15 janvier 1946) est un lieutenant-colonel de l'armée impériale japonaise qui fut inventeur et pionnier de l'aviation japonaise. Son invention la plus connue est le pistolet Hino Kumazō M1908 (en). 

## Biographie
Fils d'un samouraï du domaine de Sagara, Kumazō étudie à l'académie de l'armée impériale japonaise avant d'intégrer la division d'étude technique dans l'infanterie. Il est envoyé étudier en Allemagne pendant trois mois de novembre 1907 à janvier 1908 au terrain d'aviation de Berlin-Johannisthal. Son objectif est d'apprendre les techniques aéronautiques naissantes et d'acheter un avion convenable. 
En 1910, il retourne de nouveau en Allemagne et achète un appareil au pionnier allemand Hans Grade (1879-1946). Le monoplace est transféré au Japon où il est réassemblé et testé. Le 19 décembre 1910 a lieu une parade aérienne au parc Yoyogi de Tokyo à laquelle participe l'autre pionnier japonais Yoshitoshi Tokugawa. Kumazō y réalise une démonstration d'un vol de 1 minute 20 lors de laquelle son appareil parcourt 1 km et monte à une hauteur de 45 m. 
Toujours en 1910, il construisit un pousse-pousse motorisé pour fournir des véhicules à la population la plus pauvre.

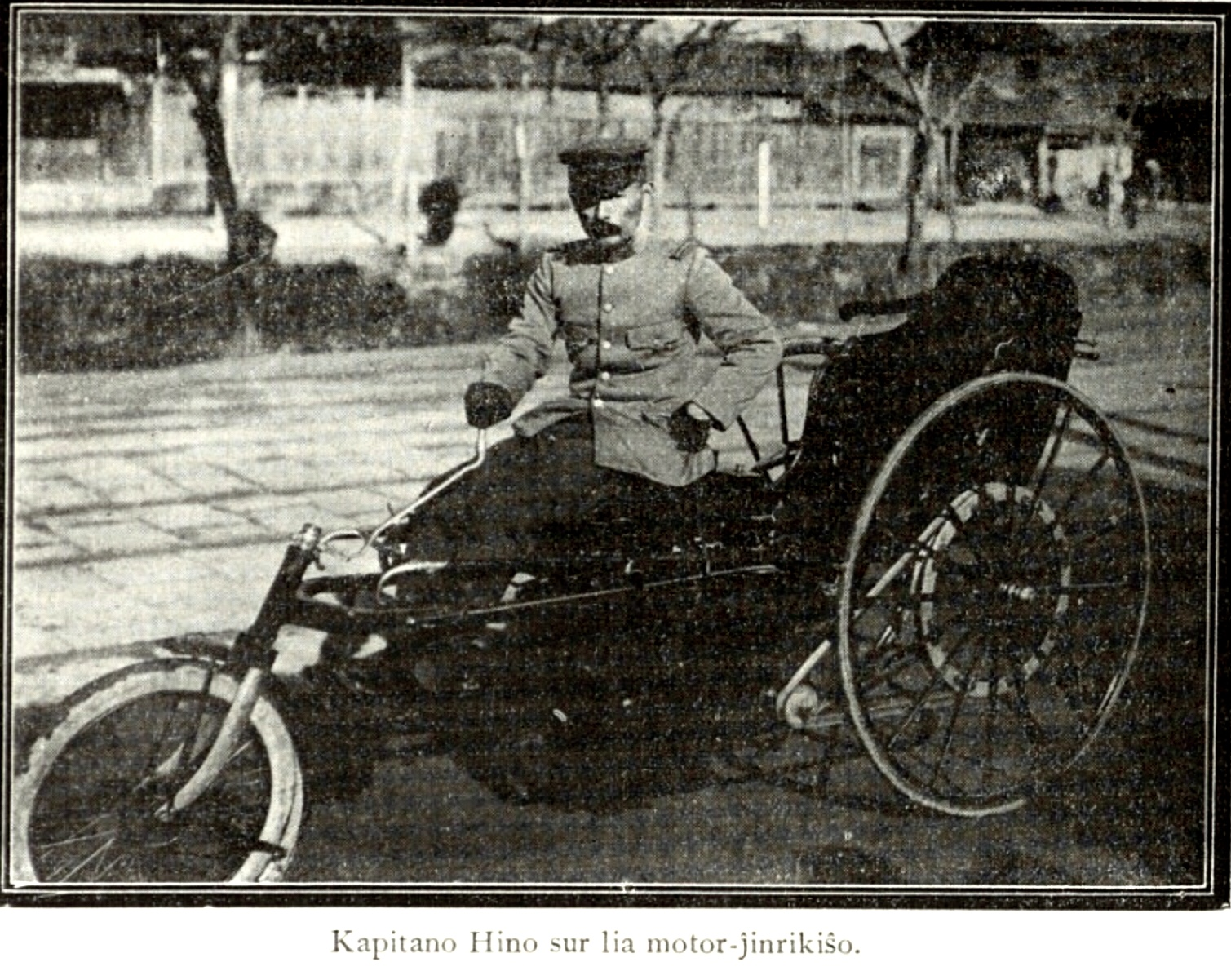
Motor Rikscha (Inscription en espéranto)

Il consacre ensuite ses efforts dans le développement de son propre avion et au perfectionnement des contrôleurs de vol. II finit cependant par abandonner l'aviation et commande un bataillon à Fukuoka puis dirige une fabrique de poudre à canon. 
La plupart de ses notes sont détruites lorsque sa maison de Tokyo est bombardée durant la Seconde Guerre mondiale. Kumazō meurt en 1946 à l'âge de 67 ans à cause des difficiles conditions de vie dans les années d'après-guerre.
En 1964, un buste en bronze de Kumazō est érigé au parc Yoyogi de Tokyo réalisé par l'artiste Koganemaru Ikuhisa.

## Référence
- (en) Cet article est partiellement ou en totalité issu de l’article de Wikipédia en anglais intitulé « Hino Kumazo » (voir la liste des auteurs).

1. ↑  « Bernd Lepach - H », sur meiji-portraits.de (consulté le 18 mai 2023).